# Остаци касноантичког насеља (Горња Гуштерица)
Остаци касноантичког насеља откривени су у месту Горња Гуштерица, општина Липљан, где су на површини од 1 хектар проналажени покретни налази и уочени остаци зидова више грађевина. Налази се датују у период 3. — 4. века. Откривена је и фрагментована камена плоча са натписом.
Претпоставља се да ово налазиште може да буде некадашња царинска станица Herculana.